# Dapanoptera cermaki
Dapanoptera cermaki là một loài ruồi trong họ Limoniidae. Chúng phân bố ở miền Australasia.